# Salicus
Il Salicus è un neuma utilizzato nella notazione del canto gregoriano.

Si può presentare sotto due forme:

## Tre note ascendenti
La notazione quadrata non distingue lo scandicus dal salicus, dello stesso movimento melodico.

Le edizioni di Solesmes distinguono quest'ultimo con un episema verticale sulla seconda nota . Si tratta di un derivato dell'oriscus, così come lo si vede nella notazione di san Gallo , dove la prima nota è di ornamento (andrebbe dunque scritto ).
La notazione di Laon non distingue sempre nella sua notazione il salicus da una virga praepunctis. Questo ci suggerisce che in entrambi i casi, le due prime note sono note leggere di transizione, in preparazione della virga finale che rappresenta la fioritura del neuma. In pratica, le prime due note del salicus sono in ogni modo brevi, ma la seconda riceve un piccolo accento di intensità corrispondente ad un attacco del neuma, che non avrebbe ragione d'essere nel caso di una virga praepunctis.
Il salicus soffre spesso di un'erronea interpretazione nelle comunità che utilizzano il canto gregoriano nella liturgia: l'episema verticale della seconda nota viene tradotto con un accento di durata, e non di intensità, che va spesso fino al raddoppio della nota. La notazione di Laon mostra chiaramente che questa interpretazione non riflette il ritmo originario.

## Ripercussione davanti ad unpodatus
La seconda forma del salicus, una ripercussione prima del pes, è spesso una deformazione di un porrectus oppure di un climacus dove la prima nota è stata portata a livello della seconda, mentre in precedenza differiva di un semitono. Questa forma si trova nella maggioranza dei casi al di sopra del semitono: su un Fa oppure un Ut (il futuro Do); probabilmente la ripercussione sulla seconda nota, che suggerisce nettamente l'etimologia corsiva, era preceduta da un effetto melodico che giocava sul semitono inferiore.